# Arcidiecéze Horní Bosna
Arcidiecéze Horní Bosna neboli sarajevská (latinsky Archidioecesis Vrhbosnensis o Seraiensis) je římskokatolická diecéze ve Bosně a Hercegovině. Arcidiecéze má tři sufragánní diecéze: diecéze Banja Luka, diecéze Mostar-Duvno a diecéze Trebinje-Mrkan. Katedrálním kostelem je dóm Nejsv. Srdce Ježíšova v Sarajevu. Současným sarajevským arcibiskupem je od roku 1990 kardinál Vinko Puljić, jehož koadjutorem je od ledna 2020 biskup Tomo Vukšić.

## Stručná historie
Teritorium dnešní arcidiecéze sarajevské patřilo původně pod jurisdikci diecéze sirmijské, vzniklé ve 4. století. Po avarské invazi diecéze zanikla a oblast spadala pod dalmatské diecéze, později pod diecéze uherské, v době turecké vlády pod františkánskou katolickou správu. V roce 1735 vznikl apoštolský vikariát Bosna, který až do roku 1846 spravoval i Hercegovinu. Po připojení Bosny a Hercegoviny k Rakousko-Uhersku v roce 1878 vznikla (v roce 1881) i nezávislá církevní provincie, kdy byl apoštolský vikariát povýšen na arcidiecézi a byly zřízeny i jeho sufragánní diecéze. Po Bosenské válce klesl počet kaolíků v Sarajevu z více než 520 tisíc na 200 tisíc.